# Elecciones provinciales de Columbia Británica de 1916
Las elecciones provinciales de Columbia Británica de 1916 ocurrieron el 14 de septiembre de ese año, para elegir miembros de la 14.ª legislatura de la provincia canadiense de Columbia Británica. La elección resultó en la derrota del oficialista Partido Conservador de las manos del Partido Liberal, que, bajo el mando de Harlan Carey Brewster, pusieron fin a 13 años de gobiernos conservadores.
Los conservadores, liderados desde el año anterior por William John Bowser, sufrieron una fuerte derrota, perdiendo 30 escaños y pasando a formar la oposición oficial. Ningún otro partido logró entrar a la legislatura, además de dos independientes. Fue la última elección provincial en la que las mujeres no pudieron votar.

## Contexto
La elección se llevó a cabo bajo un sistema mixto. La gran mayoría de distritos electorales eligieron un legislador, usando el escrutinio mayoritario uninominal, mientras que los distritos con más de un miembro ocuparon el escrutinio mayoritario plurinominal, más conocido como voto en bloque. 24 escaños fueron necesarios para la mayoría absoluta.

## Resultados
|  | 50.00 % |

|  | 40.52 % |

|  | 2.74 % |

|  | 0.74 % |

|  | 1.68 % |

|  | 1.17 % |

|  | 0.56 % |

|  | 2.59 % |

|  | 0.00 % |

|  | 0.00 % |

|  | 100.00 % |

|  | 0.00 % |